# Браун, Карл Фердинанд
Карл Фердинанд Браун (нем. Karl Ferdinand Braun; 6 июня 1850, Фульда — 20 апреля 1918, Нью-Йорк) — немецкий физик, лауреат Нобелевской премии по физике в 1909 году (совместно с Г. Маркони). Интенсивно участвовал в разработке технического применения электромагнитных волн. Изобретатель кинескопа (катодно-лучевой трубки). В немецкоговорящих странах кинескоп до сих пор называют «трубкой Брауна».

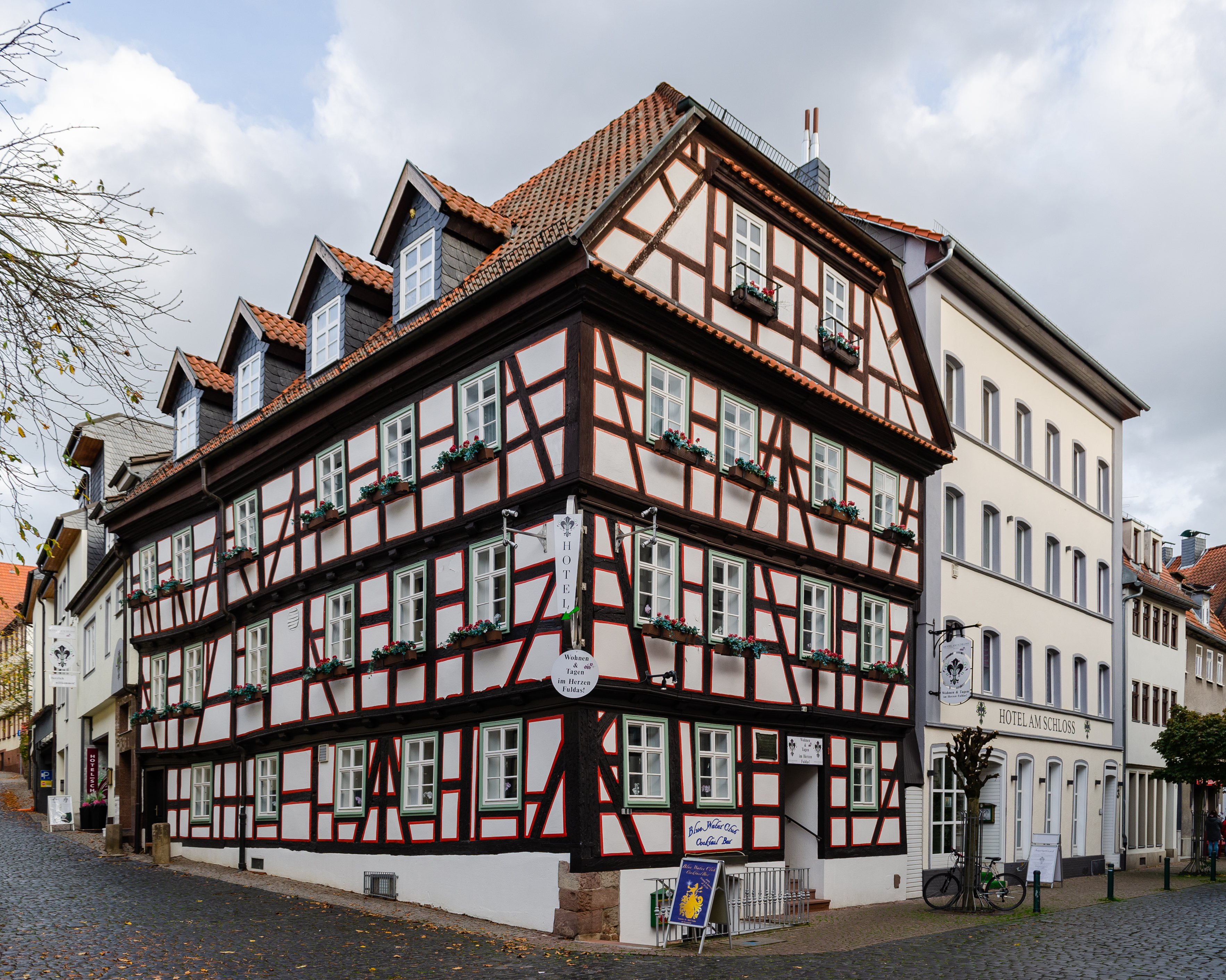
Место рождения Карла Фердинанда Брауна в Фульде

## Ранние годы
Фердинанд Браун родился в семье гессенского чиновника. Посещал гимназию в городе Фульда. В 1868 году поступил в Марбургский университет, где приступил к изучению физики, химии и математики. В 1869 году переезжает в Берлин, где работает в частной лаборатории Г. Г. Магнуса. После смерти Магнуса весной 1870 году продолжает исследования у Георга Германа Квинке, причём особенно интересуется колебаниями струны. По этой теме защищает в 1872 году диссертацию на степень доктора физики.

## Работа учителем
Так как у Брауна не было денег, чтобы занять должность ассистента, а позже и приват-доцента, он сдаёт в 1873 году госэкзамен на учителя гимназии и в следующем году начинает работу в качестве второго учителя математики и естествознания в лейпцигской школе Святого Фомы.
В школе, помимо основной деятельности, он занимался также научными исследованиями колебаний и проводимости тока. При этом он делает первое своё открытие. На эту тему он пишет в 1874 году статью в журнале Analen der Physik und Chemie, в которой отмечает, что «… большое количество естественных и искусственных серных металлов… имело разное сопротивление в зависимости от направления, величины и продолжительности тока. Различия составляли до 30 % от полной величины». Этот эффект выпрямителя в кристаллах противоречил закону Ома, и на него почти не обратили внимания. Однако это открытие подтвердило научную репутацию Брауна. Объяснения этому эффекту Браун, несмотря на интенсивные исследования, дать не смог — для этого недоставало тогда фундаментальных знаний по физике. Явление нашло свое объяснение только в XX веке с развитием квантовой механики.

## Преподавательская деятельность
В 1877 году Браун становится профессором теоретической физики в Марбурге. В 1880 году он переезжает в Страсбург, а в 1883 году становится профессором физики в университете Карлсруэ. В 1887 году он переезжает в университет им. Эбернарда Карла в Тюбингене и принимает там активное участие в основании и постройке физического института. В 1895 году он становится директором института и профессором в Страсбургском университете.
Браун был известен среди студентов за мастерство делать понятные доклады и понятные даже дилетантам эксперименты. В этом же свободном, местами юмористическом стиле он написал учебник «Молодой математик и естествоиспытатель», который был издан в 1875 году.
Среди его учеников наиболее известны Йонатан Зеннек — основоположник изучения ионов, а также Леонид Исаакович Мандельштам и Николай Дмитриевич Папалекси, которые были основателями русской школы высокочастотной техники.

## Трубка Брауна
Своей известности Браун во многом обязан изобретению катодо-лучевой трубки. В его честь «трубкой Брауна» эти приборы до сих пор называют как в немецкоговорящих странах (Braunsche Röhre), так и в Корее (브라운관: Buraun-kwan) и Японии (ブラウン管: Buraun-kan).
Первую трубку и осциллограф на её основе Браун сделал в 1897 году в Карлсруэ. Вначале трубка была не так совершенна: у неё был холодный катод и умеренный вакуум, что требовало ускоряющих напряжений в 100 киловольт, чтобы световой след отклонённого магнитным полем луча был виден. Кроме того, магнитное отклонение было сделано только в одном направлении. Второе направление развёртывалось при помощи вращающегося зеркала, помещённого перед светящимся слоем. Однако промышленность сразу заинтересовалась открытием и поэтому оно быстро модифицировалось. Уже в 1899 году ассистент Брауна — Ценнек — ввёл магнитное вертикальное отклонение, потом последовал накаливаемый катод, цилиндр Венельта и высокий вакуум. Таким образом эти трубки могли применяться не только для осциллографов, но и после 1930 года в качестве основной детали телевизоров — кинескопа.

## Радиоприёмник
После изобретения кинескопа Браун начинает исследования в области беспроводного телеграфа. Проблема радиотехники в то время состояла в отсутствии надёжного приёмника. Как физик, Браун привык полагаться на воспроизводимые условия экспериментов. Привычные в то время приёмники на основе когерера не могли обеспечить этого. Поэтому Браун заменил когерер на кристаллический детектор, что в те времена привело к большому прогрессу в чувствительности приёмника, несмотря на то, что кристаллический детектор должен был постоянно заново настраиваться. Только электронные лампы смогли заменить кристаллический детектор, который однако и после этого продолжал использоваться в простых приёмниках. Также первые УКВ радары использовали такой детектор.

## Радиопередатчик
Браун также помог в развитии радиотехнических искровых передатчиков. Гульельмо Маркони собрал свой передатчик преимущественно методом проб и ошибок, и Браун смог его улучшить, основываясь на физических рассуждениях. Первоначально колебательный и антенный контуры составляли одно целое. Браун разделил их. Теперь появился первичный контур, состоящий из конденсатора и искрового промежутка, и индуктивно связанный антенный контур. В такой системе было гораздо легче повысить энергию передатчика. Поэтому уже в 1899 году появились настолько мощные передатчики, что понятие дальняя телеграфия получило оправдание: если до тех пор могли делать передачи только на 20 км, то в 1901 году Маркони смог осуществить передачу из Англии в Северную Америку.
Одновременно с этим Браун пытался заменить технологию пробойной искры, которая производила только затухающие колебания. Ему удалось это при помощи генераторов переменного тока, которые производили незатухающие колебания. Сделать то же самое при помощи обратной связи на электронных лампах ему не удалось.

## Антенны
Браун также занимался проблемой направленности радиопередач. Он был одним из первых, кому удалось построить направленную антенну.

## Нобелевская премия
В 1909 году Браун получил, совместно с Гульельмо Маркони, Нобелевскую премию «за выдающийся вклад в создание беспроводной телеграфии».

## Telefunken
Браун был сооснователем GmbH Funkentelegrafie (Кёльн, 1898) и общества по беспроводной телеграфии Telefunken (Берлин, 1903). Дела последней компании привели его в возрасте 64 лет с подорванным здоровьем в Нью-Йорк: большая радиостанция в Сейвиле должна была прекратить свою работу из-за патентного спора. Процесс затягивался, причём вступление США в войну застало Брауна врасплох и он не мог больше вернуться в Германию. Он продолжал проживать как интернированный в Бруклине, пока в 1918 году не умер в результате несчастного случая. В 1921 году его прах был перезахоронен в родной Фульде.

## Память
В 1987 году Общество информационных дисплеев учредило премию Карла Фердинанда Браун за достижения в технологии дисплеев.